# Brassens ou la Mauvaise Herbe
Brassens ou la mauvaise herbe est un récit biographique écrit par André Larue sur son ami, le chanteur et interprète Georges Brassens.